# 夏禕
夏禕（1968年6月15日—），女，上海人，戲曲藝術家，長年於台灣發展。

## 生平
夏禕出身上海梨園世家，從小到北京學戲，17歲被提名中國戲劇梅花獎，23歲結婚後赴台灣定居，但因丈夫外遇、好賭又經商失敗，夏禕便與之離婚。之後她在白冰冰的節目擔任武術替身演員、在侯孝賢的電影《海上花》演出配角、在《綜藝大哥大》擔任嘉賓後走紅，成為《綜藝大哥大》的固定班底，因上海和台灣對詞彙用法有所不同，因此被該節目做為笑點，和主持人張菲在節目中鬥嘴，用以製造節目效果。
2004年，夏禕因為出演相聲舞台劇《大宅，門都沒有》，而與當時已婚的工作夥伴倪敏然傳出緋聞，倪敏然於2005年5月1日自縊身亡，而夏禕被輿論認為是導致其自縊的主要原因；不過倪敏然的妻子李麗華表示，夏禕和倪敏然是真心相愛，外界不應責怪夏禕。此事發生之後，夏禕舉辦記者會坦承與倪敏然的感情關係，並離開台灣。演藝企業家楊登魁對此直言，要夏禕別再回台灣，夏禕也形同被台灣演藝圈封殺。之後她改以接活動與幕後工作為主，也從事電影工作，很少在螢光幕前露面。2013年起，夏禕擔任新北市電影電視演員業職業工會名譽副理事長，促進海峽兩岸演藝圈交流。
夏禕的女兒費婧曾參加上海模特兒大賽，但無意從事演藝工作，僅協助夏禕處理行政事務。

## 作品

### 電影
| 年份   | 名稱     | 飾演   | 導演   |
| 1998年 | 海上花   | 林素芬 | 侯孝賢 |
| 2015年 | 大囍臨門 | 張 靜  | 黃朝亮 |

### 電視劇
| 年份   | 名稱       | 飾演   | 播出頻道   |
| 2003年 | 老婆大人   | 鄭 依  | 東森綜合台 |
| 2008年 | 光陰的故事 | 方 萍  | 中視       |
| 2012年 | 呼拉姊妹花 | 夏 漪  | 公視       |
| 2019年 | 一千個晚安 | 沈秀麗 | 三立都會台 |

### 綜藝節目
| 年份   | 名稱          | 飾演       | 播出頻道 |
| 2001年 | 搞笑VERY MUCH | 上海話老師 | MUCH TV  |

## 外部連結
- 夏禕在互联网电影资料库（IMDb）上的資料（英文）
- 夏禕在豆瓣上的资料（简体中文）
- 夏禕在香港影庫上的簡介
- 華文影史庫 夏禕 簡介 （页面存档备份，存于）